# Neubaufahrzeug
Panzerkampfwagen Neubaufahrzeug (у перекладі з німецької, «машина нової споруди»), часто скорочується до Neubaufahrzeug або Nb.Fz. — німецький дослідний важкий танк 1930-х років. У радянській літературі іноді іменується як «Рейнметалл». Серійно не вироблявся і практично не використовувався в боях, проте став справжньою «зброєю німецької пропаганди».

## Історія розробки
Ідея важкого багатобаштового танка з потужним озброєнням, надійним броньовим захистом та достатньою рухливістю виникла в Головного командування сухопутних сил Німеччини (OKH) на початку 1930-х років. В 1933 р. рейхсвер підписав контракт з фірмою «Рейнметалл-Борзіг» на проєктування та споруду 20-тонного багатобаштового танка, озброєного спареними 75-мм і 37-мм гарматами та кількома кулеметами. За технічним завданням, обидві гармати повинні були розташовуватися у башті що обертається. Крім того, танк повинен був мати дві невеликі кулеметні башточки. За компонуванням машина нагадувала проєкт танка, розроблений в Німеччині в 1918 р., коли німці впритул розглядали проєкт танка «Oberschlesien» («Верхня Сілезія»). Капітуляція Німеччини поставила хрест на всіх роботах в галузі озброєнь, але німецькі конструктори не сиділи після неї склавши руки. Побудовані в 1934 р. з простої сталі, два прототипи нового трибаштового монстра були дещо менше за габаритами і мали більш слабкий двигун. Танк отримав напівсекретну назву Neubaufahrzeug, або Nb.Fz. (в буквальному перекладі — «новозбудована машина»).
Прототипи зі звичайної сталі вийшли на випробування наприкінці 1934 року. У цілому танк відповідав технічним завданням. До вже відпрацьованого шасі претензій не було, тому були одночасно замовлені три повноцінних машини з броньованими корпусами. Однак військовим не сподобалася головна башта танка. Нарікання викликала вертикальна схема розташування гармат, що породжувало масу проблем з заряджанням, виключаючи нормальну експлуатацію гармат. Крім того, були претензії до бортових люків, які відкривалися назад і не захищали екіпаж з передньої півсфери. І, нарешті, башта виявилася дорогою та складною у виробництві.
Розробити нову башту доручили фірмі «Крупп». Інженери «Рейнметалл» запропонували переробити башту і посилити озброєння, оснастивши танк 105-мм гаубицею. По ряду даних, 105-мм гармати були в підсумку встановлені, хоча фотографії що збереглися дозволяють засумніватися в цьому. 1935 року «Рейнметалл» закінчив будівництво трьох корпусів, а «Крупп» зібрав три нових башти. Нова башта з плоских листів була простіша по конструкції, гармати розміщувалися поруч, кульова установка кулемета — в лобовому листі. Готові танки були спрямовані на випробування.

## Опис конструкції
Neubaufahrzeug являв собою трибаштовий середній танк класичної компоновки зі змішаним озброєнням та протикулевим бронюванням. Бойова маса машини становила 23,41 т, екіпаж нараховував 7 осіб (командир, навідник, заряджаючий, два стрільці в кулеметних баштах, механік-водій та радист). Довжина танка становила 6650 мм, ширина — 2900 мм, висота — 2650 мм.

### Корпус та башти танка
Корпус танка — клепано-зварний, коробчатої форми, складної конфігурації. При цьому перші дві машини були зібрані зі звичайної (неброньової) сталі. Такі три танки при тій же масі були захищені гомогенною бронею товщиною 15 мм в лобових деталях і 13 мм — в бортових.
Верхній та нижній лобові листи корпусу мали солідні кути нахилу. У центральній частині корпусу була масивна підбаштова коробка головної башти. У задній лівій частині вона мала зкруглення, що дозволяло кормовій кулеметній башточці перекривати вогнем достатньо великий сектор. Також це зкруглення підвищувало кулестійкість корпусу. У верхньому листі корпусу був люк доступу до двигуна. Ближче до правого борту розташовувалися чотири броньових ковпака над отворами для повітретоку, а також захисний кожух виходу вихлопної труби. Двокамерний глушник на кронштейнах кріпився до правої надгусеничної полиці. Верхній та нижній кормові листи мали нахил. До верхнього кріпився масивний ковпак вентилятора щитоподібної форми. Нижній кормовий лист мав довгий прямокутний виріз, що закривавься на болтах броньованою кришкою та служив для доступу до гальм та механізмам трансмісії. У нижній частині бортів корпусу були уширення, усередині яких під прикриттям броньових фальшбортів розташовувалися механізми підвіски, а зверху — кронштейни підтримуючих котків. У передній частині розширень з обох сторін несиметрично врізалися люки для виходу команди (пізніше ці люки в дещо трансформованому вигляді перекочували на середній танк Pz. III). Всього в корпусі Nb.Fz. було 8 люків для екіпажу і 4 — для доступу до механізмів та агрегатів.
Танки різних серій розрізнялися типом головної башти. Перші два танки мали башту конструкції фірми «Рейнметалл», три такі повноцінних танка несли башту конструкції фірми «Крупп». Башти незначно розрізнялися формою, проте обидві були зварними, мали командирську башточку і два люки в лівому та правому бортах.

### Озброєння
Артилерійське озброєння перших двох танків, що мали головну башту від фірми «Рейнметалл», становили одна 75-мм гармата KwK 1/24 з боєкомплектом 80 пострілів та спарена з нею 37-мм гармата з боєкомплектом 60 пострілів. Гармата встановлювалися у вертикальній спарці (37-мм гармата зверху), що викликала масові нарікання у військових. Такі три танки з баштою фірми «Крупп» озброювалися 105-мм гарматами замість 75-мм (за іншими даними, через низьку якість 105-мм гармати, пізніше на танки все ж таки встановили 75-мм гармати). Як і в баштах «Рейнметалл», в крупповських баштах головна гармата встановлювалося в спарці з 37-мм гарматою, однак у цьому випадку спарка виконувалася по горизонтальній схемі.
Допоміжне озброєння становили три 7,92-мм кулемета MG-13, які розташовувалися по одному в двох кулеметних баштах, аналогічні баштам першого німецького серійного танка Pz. I (але з одним кулеметом замість двох), і один — в кульовій установці головної башти. Кулеметні башти розташовувалися в шаховому порядку спереду та ззаду від головної башти.
За задумом конструкторів, подібне озброєння дозволяло танку вирішувати повний спектр тактичних завдань — руйнувати польові укріплення (75-мм або 105-мм гармата), боротися з броньовими цілями (37-мм гармата), впевнено вражати живу силу противника (кулемети).

### Двигун та трансмісія
Як силова установка спочатку використовувався авіаційний карбюраторний 6-циліндровий двигун BMW Va потужністю 290 к.с., який був пізніше замінений на карбюраторний двигун «Майбах» HL 108 TR рідинного охолодження максимальною потужністю 280 к.с. Двигун встановлювався в центрі корпусу, ближче до правої сторони, оскільки ліворуч знаходилася задня кулеметна башта. Механізм повороту — диференціал. Максимальна швидкість танка по шосе становила 32 км/год, запас ходу — 120 км.

### Ходова частина
Ходова частина танка стосовно одного борту становила десять здвоєних обгумованих опорних котків малого діаметра, зблокованих попарно в п'ять візків. Візки шарнірно кріпилися до корпусу за допомогою балансирів. Роль пружних елементів виконували спіральні пружини. Для попередження провисання гусениці були чотири підтримуючі ролики, також обгумовані, встановлені в нішах на легких кронштейнах у формі перевернутої букви V. Передній лінивець великого діаметра з механізмом натягу гусениці мав суцільний металевий диск і гумову шину. Ведуче колесо цівкового зачеплення розташовувалося ззаду та частково прикривалося фальшбортом. Треба сказати, що заднє розташування ведучого колеса в принципі не традиційне для німецького танкобудування. Гусеничний ланцюг — дрібноланковий, шириною 380 мм, аналогічний використовувалася на ранніх Pz. III і Pz. IV. Взагалі ж, за відгуками військових, прохідність та маневреність Nb.Fz. були не найкращими, хоча танк міг долати підйоми до 30 ° і рови шириною до 2,2 м.

### Додаткове обладнання
На всі танки встановлювалася радіостанція FuG-6 SE20v, змонтована в кормовій ніші головної башти.

## Експлуатація та бойове застосування
Випущені неброньовані прототипи використовувалися як навчальні машини, а також для пропагандистських цілей. Але якщо бойове застосування прототипів не планувалася взагалі, то три повноцінно броньовані машини були зведені в танковий батальйон спеціального призначення Pz.Abt1. Zb.V 40. З трьох Nb.Fz. було сформовано підрозділ, прирівнюється до взводу. Він отримав назву Panzerzug Horstmann/Zug Putloss (танковий взвод Хорстман/взвод Путлосс) по імені командира — лейтенанта Ганса Хорстмана (Hans Horstmann) та місцем формування. 9 квітня 1940 р. батальйон був відправлений до Норвегії, де три Nb.Fz. разом з Pz. I і Pz. II брали участь в боях проти англійських військ.
Танки прибули до Осло 19 квітня 1940 року й створили видимість, що Німеччина має в Норвегії важкі танки — в той же день три Nb.Fz. парадним маршем пройшли вулицями норвезької столиці. Добре налагоджений механізм пропаганди спрацював бездоганно — вже в двадцятих числах квітня всі країни Європи побачили в газетах фото німецьких танків. Трохи пізніше Pz.Abt1. Zb.V 40. разом зі 196-ю піхотною дивізією вермахту, що базувалася там же, утворили єдиний підрозділ, що отримав назву «Gruppe Pellangahr». 25 квітня 1940 підрозділ атакував укріплені позиції англійців поблизу села Кварн (норв. Kvarn), що захищалися 1-м батальйоном Королівської Йоркширської піхоти. При цьому англійці практично не мали важкого озброєння — в їх розпорядженні були дві 3-дюймові мортири та п'ять 25-мм французьких протитанкових гармат Hotchkiss. В авангарді наступаючих німецьких частин рухалося три танки, принаймні одним з яких був Nb.Fz. Англійці дали німецьким танкам підійти на дистанцію 150 метрів, після чого відкрили по них вогонь. Обстрілюючи танки з такої малій дистанції, англійці не залишили німцям можливостей для маневру. У цей момент снаряд однієї з протитанкових гармат знерухоміла Nb.Fz., мабуть, пошкодивши диференціал, проте не знищила його — танк продовжував вести вогонь. Решті двом танкам авангарду пощастило менше — вони були підбиті. У результаті німці зупинили наступ, відійшли на зайняті позиції та викликали авіацію. Мабуть, знерухомлений Nb.Fz. був залишений екіпажем на нічийній землі. Англійці протрималися до вечора 26 квітня, потім відступили. По ряду даних, частину диференціала Nb.Fz. і сьогодні можна побачити в маленькому музеї в селі Кварн, а до кінця 1980-х на місці, де його залишили англійці в квітні 1940 року, можна було бачити добре збережену 25-мм протитанкова гармату.
Після відступу англійців знерухомлений Nb.Fz. був відремонтований та знову увійшов у стрій. Хоча згодом німці просувалися успішно, але один з Nb.Fz. був підірваний власним екіпажем після того, як загруз у болоті та заглох недалеко від Ліллехаммера.
Після окупації Норвегії дві машини що залишилися були передислоковані в Осло, а потім, наприкінці 1940 року, повернуті до Німеччини і в 1941—1942 роках благополучно розібрані на метал. Розбирання танків підтверджується документами, захопленими англійцями в 1945 року. За деякими даними, з 1940 по 1942 роки ці танки використовувалися на території Данії, де несли поліцейські функції.

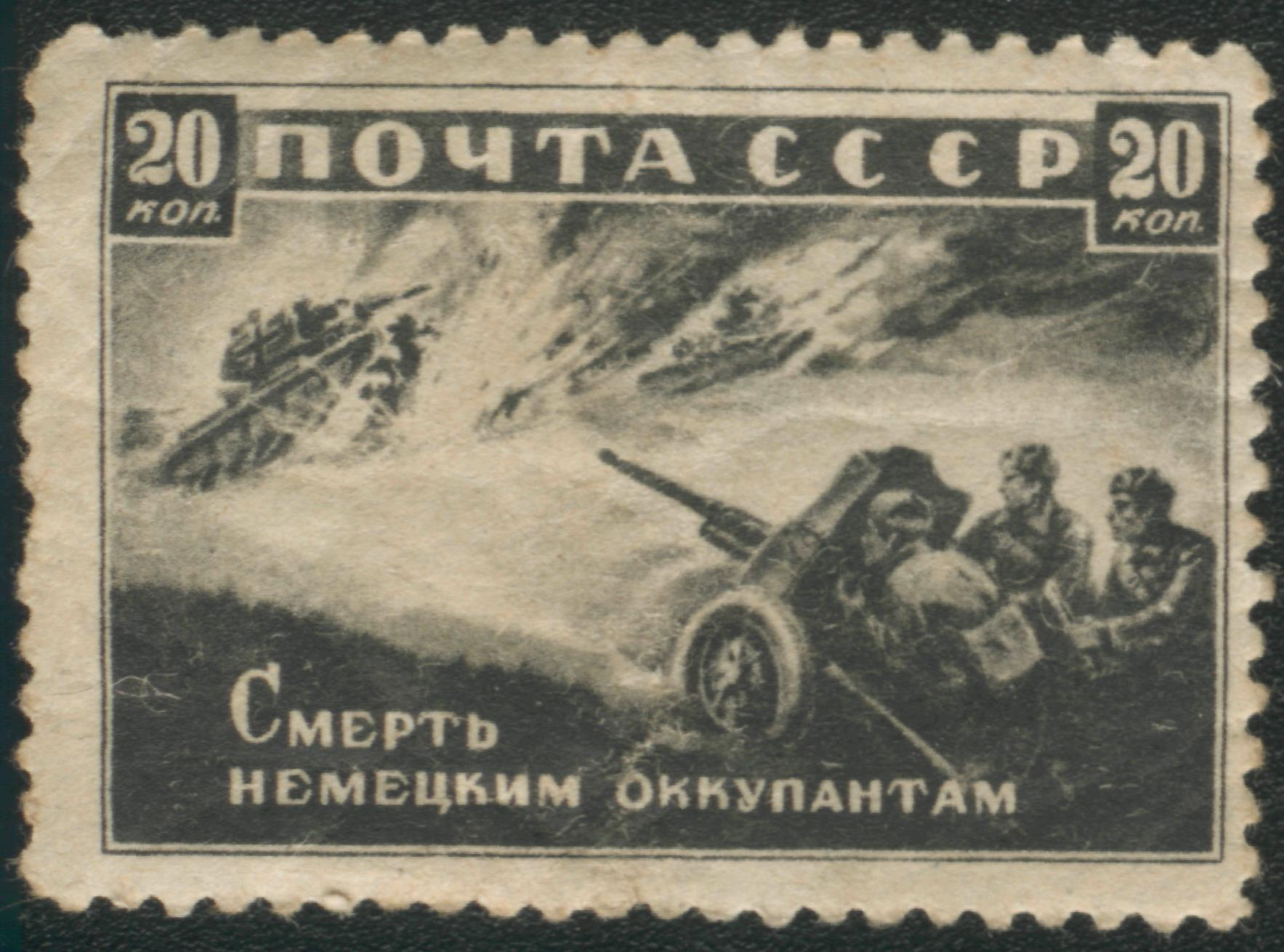
Спрощене зображення Nb.Fz. на радянській поштовій марці

У ряді спогадів, опублікованих після війни, можна зустріти описи боїв частин РСЧА з танками Nb.Fz., «чорними „Рейнметаллами“», причому мемуарні згадки про них з'являються аж до середини 1942 р.. Разом з тим, достеменно відомо, що жоден Nb.Fz. на Східному фронті не застосовувався. Всі історії про бойове застосування Nb.Fz. на Східному фронті — лише легенди, в більшості своїй навіяні книгою «Записки радянського офіцера» танкіста Г. Пенежко, опублікованій 1951 року. Можливо також, що радянські танкісти помилково приймали за «Рейнметалл» нечисленні трофейні французькі танки, які воювали в лавах вермахту.
Два перших танка з так званої «м'якої» сталі замість броні використовувалися для навчальних цілей на навчальній базі в Путлосі.

## Nb.Fz. як зброя пропаганди

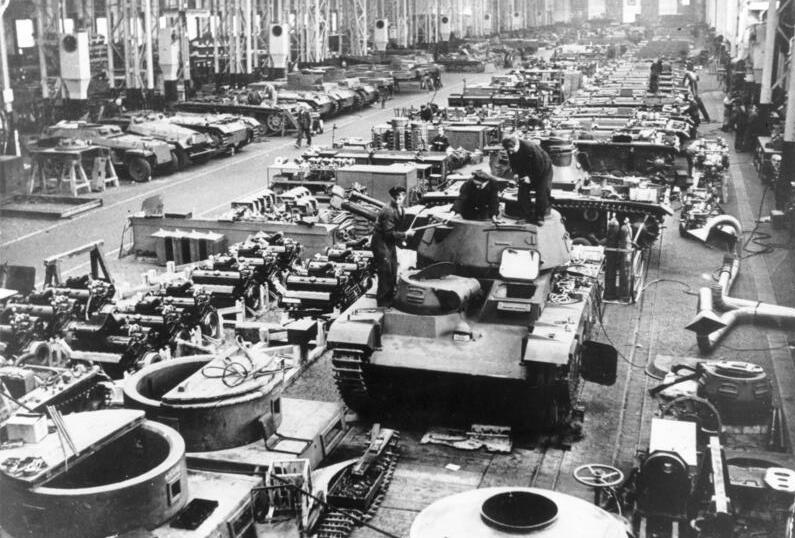
Ремонт танків Neubaufahrzeug в цеху заводу «Рейнметалл». Широко відомий кадр, який створював ілюзію масового виробництва цих машин. 1940

Характерно, що танк, що не випускався серійно, став вельми успішною зброєю пропаганди. До початку Другої світової війни Nb.Fz. був одним з найодіозніших німецьких танків, його фотографії публікували всі відомі газети того часу. І хоча на початку 1930-х років було побудовано всього три повноцінні машини (і ще дві з неброньової сталі), вони безперервно фотографувалися для численних газет та ілюстрованих журналів, виступаючи, нарівні з пікіруючими бомбардувальниками Ju-87, зримим втіленням військової потужності нової Німеччини. За участю Nb.Fz. знімалося багато сюжетів для пропагандистської хроніки, основною метою якої було створення у Англії, Франції і СРСР ілюзії масового виробництва цих машин. Наприклад, широко відома фотографія, що зображує збірку танків в цеху заводу «Крупп». Пояснення було записано, що сотні нових танків збираються на заводах, хоча насправді це були всього лише три передсерійних зразка.
Крім того, німецьке командування афішувало дані танка, навмисно завищуючи їх бойові якості. Машина дійсно мала дуже грізний вигляд, і в багатьох країнах Європи (наприклад, у Великій Британії) розвідка приписувала цьому танку фантастичні характеристики. Такому ж ефекту піддалося і НКВС/ГРУ. Наприклад, у виданому на початку 1941 року «Визначнику типів фашистських танків» Nb.Fz. (під ім'ям «Рейнметалл») був вказаний як основний «важкий танк» німецької армії, при цьому йому приписувалася солідна товщина броні — 50-75 мм. Потім цей символ панцерваффе перекочував і в інші радянські військові керівництва та армійські розмовники, а на радянських агітплакатах, поштових марках, тощо. з'явилися зображення німецьких танків, що віддалено нагадували Nb.Fz.

## В індустріїстендового моделізму
Масштабні моделі-копії танка Nb.Fz. випускаються рядом підприємств. Зокрема, моделі з епоксидної смоли в масштабі 1:35 випускаються польської фірмою «Armo». Модель являє собою танк другої серії, з баштою фірми «Крупп». Розпізнавальні знаки та маркування відповідають Pz.Abt1. Zb.V 40, батальйону, який воював в Норвегії 1940 року. Модель характеризується достатньо високою якістю та деталізацією, є комплект деталей, виконаних методом фототравлення. Пластикова модель-копія першого прототипу танка в масштабі 1:35 випускаються методом лиття під високим тиском (ЛВТ) фірмою «Dragon» (Китай) в серії «CyberHobby», номер за каталогом 6666, з осені 2011 року випускається модель машин № № 3-5 під номером 6690.
з травня 2011 року моделі в масштабі 1:35 випускає китайський виробник TRUMPETER [Архівовано 6 грудня 2019 у Wayback Machine.]. Модель виконана звичайним методом лиття з сірого полістиролу. У комплекті 1120 пластикових деталей, 2 пластинки фототравлення, 2 металевих ствола, 250 пластикових набраних траків. Довжина готової моделі 195 мм, ширина 83 мм. Випускаються моделі всіх трьох зразків танка.
Також модель зазначеного танка в масштабі 1:35 випускає японська фірма Amusing Hobby, причому модель цієї фірми є найбільш достовірною з історичної точки зору і детальованою, а також перевершує за ступенем опрацювання та точності виготовлення китайські моделі.

## Галерея

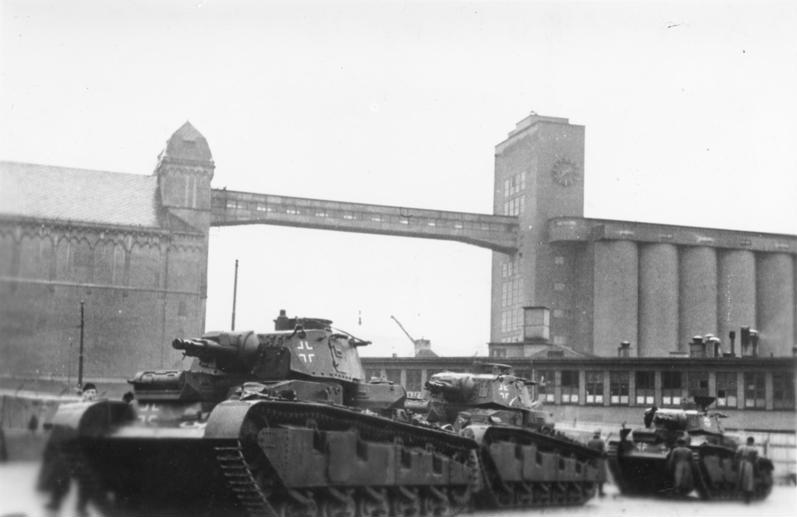
Танки  Nb.Fz. після прибуття в порт Осло, Норвегія. Квітень 1940
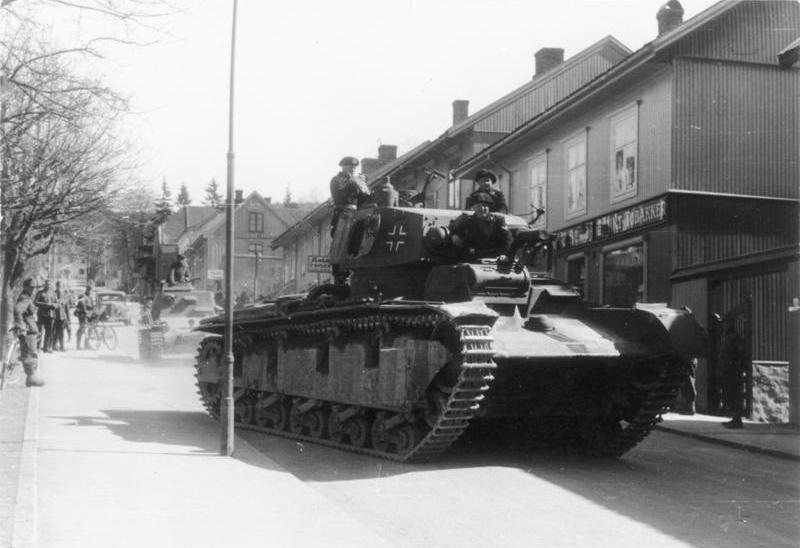
Один з танків Nb.Fz. на марші. Норвегія, квітень 1940